# 播种之谣
《播種之謠》是iMel開發的一款視覺小說，於2024年12月由ANIPLEX.EXE在Steam、DLsite和DMM GAMES發行。2025年5月，登陸任天堂Switch及手機平台。遊戲講述美玲祖孫三人被選為「眾神之國」的巫女，負責舉行世代交替的播種儀式。在神明幫助下，三人穿越時空以少女之身團聚，在神國展開了一段冒險。
本作是ANIPLEX.EXE開啟的第三個專案，由同人遊戲創作者Kazuki負責策劃和劇本，Yow擔任演出和監督，popman3580與（Maniani）負責角色設計，原田萌喜配樂，程序開發由iMel負責。作品主題是「家族的變遷」和世代交替，Kazuki以主角團在神國的經歷探討家庭的好與壞。遊戲劇情和角色塑造獲得正面的評價，評論員稱讚故事有血有肉，角色生動真實。不過也有觀點認為作品使用太多隱喻和象徵，玩家較難理解。

## 玩法
《播種之謠》採用視覺小說的遊玩方式，玩家以少女美玲的視角進行遊戲。玩家遊玩時需要閱覽屏幕上所顯示的文本以了解故事情節和人物之間的對話，這些文字會與人物的立繪和背景一同出现，用以表示對話的對象。對話對象的立繪會隨著對話進行而變化，根據對話的内容做出不同動作或表情，在部分場景中會遇見代替背景和人物立繪的電腦圖像。

## 劇情
故事發生在架空的日本，美玲的母親陽子自幼患有慢性病。陽子在美玲六歲時離世，美玲自此由陽子的父母照顧長大。2023年春天，美玲迎來她的十六歲生日。當日十六歲模樣的陽子突然出現在她面前。陽子表示她與她的子嗣被選為「眾神之國」的巫女，需要前往神國舉辦「播種」儀式。在眾神之國，神明是不死的存在，但是神國每過一段時間就會迎來「終末凜冬」，此時諸神才會死亡，之後新的神明會在神國誕生。巫女的任務是為神王舉辦「播種」儀式，神王接受死亡才能讓神國在下一世代的土地肥沃，資源富足，反之則會變得貧瘠。美玲接受了陽子的說法，一起前往2050年的世界，並邀請她的女兒小紬加入隊伍。
三人集合後抵達眾神之國，蛭子出現在她們面前。他自稱是導致美玲難產而死的弟弟。死後，他成為神明，在創世神的任命下，擔任接待巫女的「擺渡人」，帶領巫女完成春、夏、秋、冬四個神國的播種儀式。創世神承諾，巫女和擺渡人只要完成三個神國的播種儀式，他就能滿足四人一個願望，且巫女在儀式期間能獲得一部分神力。四人首先到達春之國，該國神王的女兒對死亡敬而遠之，不願參與儀式，神王在落寞中完成了儀式。接著四人來到夏之國，該國神王被架空，高層自認國家強盛，無懼「終末凜冬」的侵蝕。儘管象徵「終末凜冬」的怪物逐漸靠近國土，高層卻視若無睹，甚至欺騙底層民眾相安無事。四人幾經勸住未果，只能看著怪物毀滅了夏之國。秋之國上一世代的神王拒絕了播種儀式，所以該國小國寡民。當代神王夫婦感情和睦，神王在妻子的極力挽留的情況下，仍為了下一代坦然完成了儀式。四人啟程前往冬之國前，遭到夏之國國民的偷襲，他們受人蠱惑，將巫女一行人視為帶來終末凜冬之人。衝突中，蛭子死於他們的刀劍之下。
儘管四人名義上是血親，但因時空穿越而會面的他們，彼此之間都存在戒心。在旅途中，四人的感情日益親密，開始接受各自的親子關係。陽子三人面對蛭子之死，都感到非常難受。此時，幕後黑手現身。他的模樣與蛭子無異，並吸收了蛭子的屍體。他對三人表示已經厭倦了過家家遊戲，打算中止這段鬧劇。原來，他是眾神之國的創世神，也是原初神族之一。他出身時為畸形兒，遭到家人拋棄，長大後復仇殺死了所有原初神族，成為唯一的神。接著，他重新創造生命，並定下週期消滅所有神族的「終末凜冬」制度。他透露，陽子在十六歲之時病重垂死，他將瀕死的陽子靈魂召喚到神國，兩人達成了一個交易。陽子只要將蛭子收為兒子，蛭子就能讓陽子看到一個她沒有死亡的世界，與子嗣一起冒險，留下美好的回憶；在冒險期間，兩人會忘掉這個交易和垂死之事。而美玲和小紬不過是陽子的幻夢，在旅程結束後便會消失。陽子無法接受這個事實，在逃跑時被蛭子冰封。小紬在真相面前崩潰，使用神力冰封自身比逃避現實。蛭子打算將陽子放置在冬之國高山的播種祭殿，並將小紬送給冬之國的怪物「奪子鯨」。蛭子質問美玲是否放棄抵抗而消失，還是繼續一人前往冬之國繼續儀式。美玲在無聲中表達了自己想堅持下去的念頭，蛭子於是保留之前賜予美玲的部分神力，以支持美玲到達目的地。
冬之國是原初神族的誕生之地。由於一直沒有完成播種儀式，該國環境極為惡劣，暴雪連綿，終日不見陽光，成為流浪者和沒有職責之人的聚集地。自稱哲學家的「貓」是冬之國僅有的國民，他住在懸崖邊的燈塔，幫助美玲擊敗了「奪子鯨」，奪回了小紬。貓用雪橇送美玲和小紬到祭殿所在的高山下。餘下的路便由美玲和小紬獨自走完，兩人千辛萬苦登上山頂，並揍了蛭子一頓。陽子受到美玲和小紬努力的激勵，打破了冰封，平息了眾人的爭吵。旅途也迎來了結束，三人各自回到自己的時空。陽子在這場冒險中獲得對抗病魔的動力，利用殘留在體內的微小神力走出死門關，如同幻夢中那般，長大後誕下美玲，將美玲撫養長大後才離世。美玲和小紬的世界也得以變成真實。

## 開發

### 劇本及主題
《播種之謠》是日本視覺小說品牌ANIPLEX.EXE開啟的第三個專案，ANIPLEX.EXE負責人島田紘希採用與其他開發者合作的方式來開發這款遊戲。該專案的合作對象是獨立遊戲開發者Kazuki，Kazuki過去以「STUDIO・HOMMAGE」名義發佈了視覺小說系列「國」。島田紘希被「國」系列的故事感動，因此主動發送電郵尋求合作。Kazuki起初不予理會，因為他過去曾遇到一些合作邀約，通常主動溝通後就不了了之。然而，後來Kazuki在網絡上看到一篇關於島田紘希的訪談，從中感受到島田紘希對視覺小說的熱情，這才放下戒心，主動與對方聯絡。島田紘希原本打算讓Kazuki負責大部分的開發工作，後來改變想法，邀請更多創作者加入團隊。專案由Kazuki負責策劃和劇本，Yow擔任演出和監督，popman3580與（Maniani）負責角色設計，原田萌喜配樂，程序開發由iMel負責。
專案面向尚未接觸過視覺小說的一般玩家，儘管採用低定價，但是開發內容量卻是對標全價作。該專案是Kazuki首次在商業作品中擔任劇本，也是他初次與其他人合作完成作品。為了配合團隊並確保專案進度，Kazuki一改過往邊寫邊改劇本的習慣，主動與島田紘希等人討論劇情內容。他聽取島田紘希的建議，採用火車作為主角團旅行的工具；同時也根據Yow的意見，修改了角色美玲的性格。專案祖孫三代人一起冒險的設計，源於Kazuki某次在幫祖母整理房間時，看到母親的小時候的照片，繼而引起的靈感。專案的主題是「家族的變遷」（家族の変遷）和世代交替，前者源於Kazuki在社交媒体上看到一篇關於「孩子沒養好」（子ガチャに失敗した）的文章，這篇文章引發他對家庭的思考，因此他打算創作一部作品描述家庭的好與壞。後者源於Kazuki過去在護理行業工作時，接觸了不少臨終人士，這份工作讓他不斷去思考死亡這個話題。他認為這兩個主題一般人都能理解的，比較容易引發玩家的共鳴。作品名稱「播種之謠」中，「播種」一詞源於劇情中的播種儀式，「謠」指遊戲中貫穿整個故事的「歌謠」，這首「歌謠」是母親給孩童哼唱的搖籃曲，代表著傳承，呼應專案的兩個主題。Kazuki刻意沒有為遊戲設計選項，他認為選項會讓玩家離開遊戲尋找攻略，繼而打破遊戲的沉浸感。
劇情方面，Kazuki受到小津安二郎的影響，喜歡仔細描述故事發生之前和結束之後的場景，該作亦然，在序章中，Kazuki就費了不少筆墨介紹世界觀和角色；而結局的後記也用了較大篇幅述美玲長大後發生的事情。Kazuki通過主角團旅途中經歷的春、夏、秋、冬四國，來描述家庭關係中的好與壞。春之國作為旅程的第一站，Kazuki特意設計了一個有趣的展開，主角團在抵達春之國前，會經歷一段漫長而漆黑的隧道，走出隧道後是風光明媚的春之國，以鮮明的明暗對比吸引玩家。夏之國的設計沒有使用夏日主題常用的陽光風格，反而採用夏日祭典的鬼怪氣氛。相較於春之國，Kazuki在這個篇章中也加大了對家庭問題的探討。團隊成員曾對這個做法提出異議，認為會引起玩家的不快。最終團隊還是尊重Kazuki的想法，保留了相關內容。秋之國篇章內容相對輕鬆，主要描述夫妻之間的爭吵。冬之國篇章則帶出了更嚴肅和黑暗的家庭問題，內容聚焦在主角美玲身上。Kazuki認為主角美玲在秋之國已經與陽子和小紬建立起家人般深厚的感情，他故意拆散三人，讓美玲獨自一人挑戰冬之國，讓美玲在絕境中表現出內心真實的想法。同時，為了緩和冬之國篇章帶來的壓抑氣氛，他在冬之國加入了角色「貓」負責推進劇情並協助美玲的行動。在故事尾聲，Kazuki無意給出雙方都滿意的大團圓結局，他以美玲與蛭子的衝突，象徵家庭的好壞兩面是並存的。

### 美術及人設
美術方面，Kazuki為專案繪製了800張分鏡稿，以供演出和場景美術參考。內容包括每個場景的景色、色彩明暗、角色的站位等。在四國的場景美術設計中，春之國的設計最為耗時。當時團隊正處於磨合階段，Kazuki與Yow和美術經過多輪交流，才最終完成Kazuki心目中的春之國。秋之國場景的美術則參考了北歐與北美原住民的風格。
角色設計方面，團體希望在視覺上區分主角團和眾神之國住民，因此邀請了兩位插畫師分別負責兩者的設計。前者由擅長流行元素和畫風帶有透明感的popman3580設計，後者則由畫風個人特色鮮明的Maniani設計。兩人根據團隊給出的世界觀資料和Kazuki的概念藝術設計角色。這是popman3580首次負責遊戲人設。團隊要求主角團角色要富有人情味，同時能從設計中看出彼此之間的血緣關係。基於專案的結合現實與奇幻的世界觀，popman3580參考了有吉卜力工作室參與的《玉繭物語》和《二之国》的美術風格。主角團四人中，popman3580首先完成了主角美玲的設計，再完成其餘三人的設計，其中美玲和小紬的外貌設計相近，而陽子與兩人外貌略有不同。為了凸顯出陽子、美玲和小紬來自不同時代，三人都穿著不同的制服，陽子是水手服樣式，美玲是西裝式樣式，小紬則是popman3580構思的未來制服。蛭子服飾則參考了神道教的格衣設計。
四個神國的住民擁有不同種族的亞人。在Kazuki的構思中，春之國是最強的國度，因此該國住民為龍人族。Maniani在設計龍人族時，以長眉毛代替龍的長鬚，其中主要配角龍人族姊妹的服飾參照了漢服的設計。夏之國設定中以智慧聞名，其主體亞人為象徵智慧的貓頭鷹造型的鳥喙族，還有一支以現實的魚為藍本設計的半魚人族。兩個種族外形上有著明顯差異，Maniani盡量統一兩者的服飾風格，以表示兩者是同一國的住民。秋之國篇章涉及離婚議題，Kazuki使用日本民俗傳說中常見的狐狸和狸貓組合，設計了一對亞人夫婦。為了表現出秋之國的孤寂感，Maniani採用了暖色調來設計該國的住民。冬之國的兩名主要角色是自稱哲學家、孑然一身的貓人，以及在種群鬥爭是失敗的狗，這個組合有諷刺現代社會的意思。Maniani在該國使用了冷色調營造冬日的寒冷氣氛，其中貓人的設計原型是三色貓，狗則是哈士奇。

### 配樂及配音

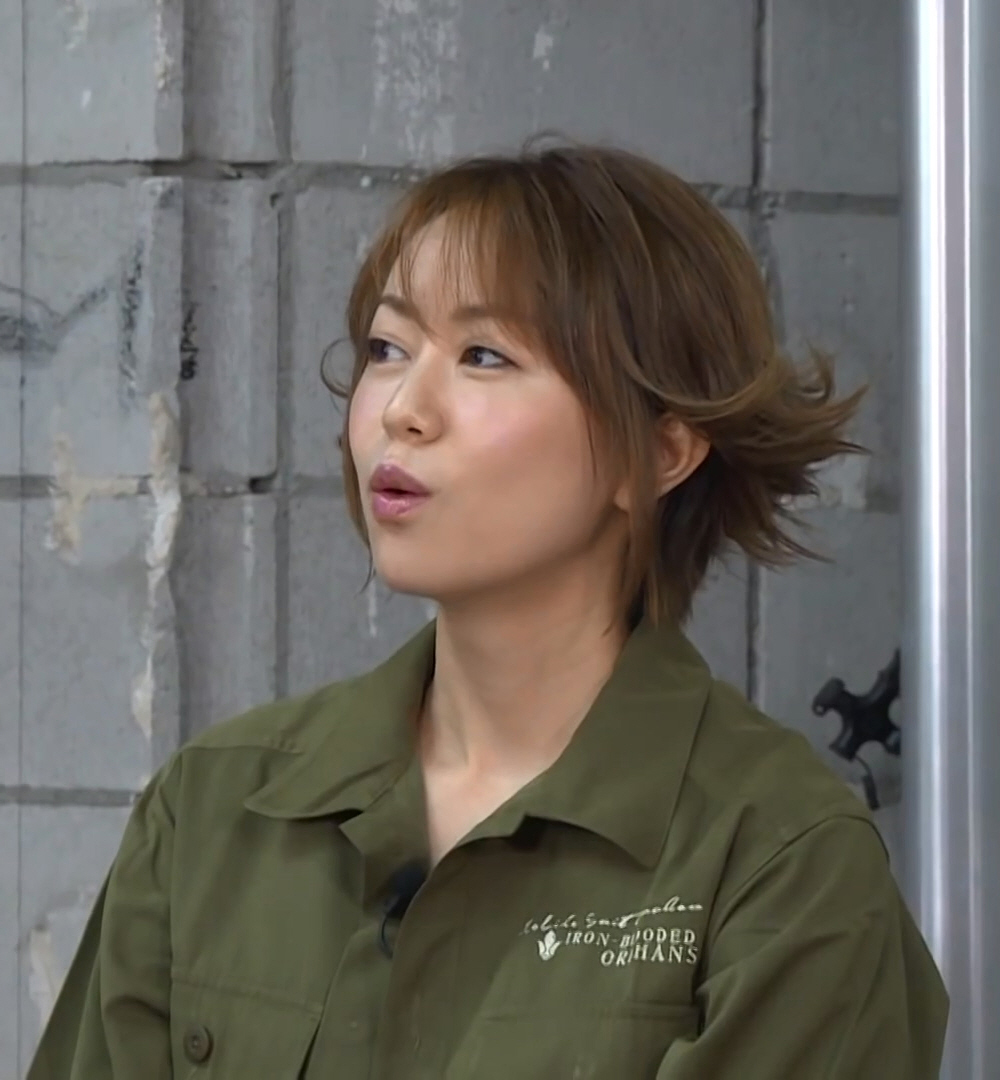
遊戲中聲演蛭子的田村睦心

該作由原田萌喜負責全部的配樂。團隊原預定為專案製作40首配樂，但原田萌喜完成後，提議以片頭曲為底稿，以不同的樂器演奏一個更激昂的版本。最終，連同片頭和片尾曲在內，遊戲共有43首曲子。為了做出最好的效果，原田萌喜申請了更多預算，所有音樂都採用現場錄製。原田萌喜花了一個月時間完成四個國家的主題曲，再用兩到三個月時間完成其他的配樂。他按春夏秋冬的順序進行創作，還特意使用不同的音樂風格，以突顯各國之間的差異。原田萌喜並沒有參考現實中任何國家的民族歌曲，而是根據Kazuki給出的資料和指示構思這些虛構國家音樂風格。春之國主題曲，原田萌喜被要求主旋律使用二胡演奏，同時表現出「開闊感」。夏之國主題曲，原田萌喜根據劇情，以「太陽及陽光下的陰影」為印象創作，並使用了甘美兰演奏，以塑造令人不安的氣氛。秋之國主題曲則根據其失落國度的設定，著重表現其「哀愁感」，主樂器為高音哨笛。冬之國主題曲由管弦樂團演奏，曲風厚重莊嚴，旨在傳達出「生命的重量」（命の重）。遊戲標題畫面的配樂則較為輕快，以迎合晴朗天空的畫面，這首曲子也被用作官方網站的背景音樂。原田萌喜比較少負責製作主題曲，因此對該作的片頭和片尾曲分外上心，片頭曲《跨越黑夜》他使用了原聲吉他伴奏，以表現青春氣息，整體旋律稍微拖沓以呼應作品沉重的主題。片頭和片尾曲在完成編曲後，由Kazuki填詞。
主角團四人的配音，除了田村睦心是由事務所指派聲演蛭子外，其餘三個角色都進行了試鏡。錄音工作用了幾天完成，並按劇情順序錄製。主角團四人的配音員在《Fami通》的訪談中表示，在練習和現場配音時，都曾被劇情觸動而落淚哽咽。其中早瀨雪未是首次為視覺小說配音，她在遊戲中聲演小紬，她獲得劇本後，曾私下到卡拉OK店練習對白，每次落淚就去吧檯喝一杯平復心情。飯沼南實聲演主角美玲。美玲在故事中有孩童、少女和成年三個形態，對飯沼南實來說，孩童形態最容易代入演繹，最困難的反而是少女形態的美玲。錄音工作一度因此停滯，之後飯沼南實與Kazuki的交流中獲得啟發，她認為Kazuki可能就是美玲的原型，並根據她與Kazuki的對話，確認了如何演繹少女時的美玲。渡部紗弓聲演陽子，陽子在故事中也有少女和成年兩個形態。她對角色的理解是，少女時的陽子性格較為好勝，而成年時病重的陽子，說話較為平淡穩重。這些理解也獲得團隊認可，團隊在錄製時只給出對白語氣和年齡感方面的建議。早瀨雪未在演繹小紬時，並沒有套用某特定角色類型，她認為小紬的情感複雜且細膩，她通常根據當前劇情自由演繹。田村睦心對蛭子的理解是一個憤世嫉俗又善良的角色，在劇情中蛭子說過不少刻薄的話。在錄製時，團隊經常要求田村睦心用更尖刻冷酷的語氣去演繹角色。

## 發行
2024年3月23日，發行商ANIPLEX.EXE首次披露遊戲資訊。同年7月14日，官方宣佈遊戲預計在該年第四季度發售，並計劃登陸Steam、DLsite和DMM GAMES。到了同年10月11日，ANIPLEX.EXE進一步公佈遊戲發售日期為同年12月13日，同時在各平台發佈了試玩版。12月13日，遊戲如期發售，ANIPLEX.EXE更在X上組織遊玩感想分享活動。2025年3月4日，收錄46首曲子的遊戲原聲帶在Steam發售。同年5月1日，遊戲登陸任天堂Switch、Android和iOS平台。

## 評價
遊戲在Steam發售後，獲得極度好評。在DLsite上，遊戲在30天內的銷量為綜合類別第二名，並且獲得的2024年度DLsite「PC軟件類別」部門的大獎。
劇情和角色塑造獲得正面的評價，INSIDE評論員臥待弦稱讚Kazuki的文筆細膩，能通過角色動作和行為，表現出角色的情感變化。他認為故事有深度且「有血有肉」。AUTOMATON評論員Yuuki Inoue曾接觸過Kazuki的國系列，他指出Kazuki在同人創作時期，就擅長以「精緻與纖細」的文筆塑造世界，包括各種生活上的各種細節，這些內容讓作品具有「說服力」。如今，Kazuki獲得更多的資源，得以通過場景美術、地圖、配音和配樂等內容強化這種「說服力」，使世界和角色塑造得更為生動真實。GAME Watch評論員岩瀨賢斗表示，主角團前往眾神之國的方式，是穿過荒廢的隧道，令人聯想到吉卜力工作室的《千與千尋》。儘管遊戲沒有選擇分支，但是主角美玲有著豐富的心理描述，使得遊玩過程不止於沉悶。Gamer評論員提到該作在前半段溫馨的故事中穿插一些帶有「違和感」的內容，事後會發現這些是伏筆。在後半收回這些伏筆時，讓人有撥開雲霧之感。還表示很滿意該作的高潮和結局設計，而後記對美玲長大後的描寫也很精彩。《Fami通》評論員稱讚Kazuki塑造的世界讓人著迷，故事中祖孫三人的互動令人印象深刻，三人性格各異，陽子和小紬由於價值觀不同，在冒險中經常吵架，美玲則經常居中調停。在不同理念的碰撞中，三人慢慢開始相互理解。他還指出，主角團的旅程並非一帆風順，期間的挑戰和挫折讓人揪心。
Yuuki Inoue還分析了作品的主題，他表示該作除了是一部講述主人公們成長的公路電影，還是一部討論死亡等嚴肅話題的作品。此外，該作還深刻刻畫了家庭的好與壞，如春之國神王自動接受播種儀式赴死，象徵著一家之主所肩負的責任，為下一代的傳承自動奉獻；夏之國描述了家长主义下，長輩對後輩的壓迫，秋之國探討了夫妻之間的衝突。作者沒有暗示誰對誰錯，而是向玩家拋出這些問題，供玩家思考。Yuuki Inoue認為該作使用了太多隱喻和象徵，有些內容玩家可能難以理解，但是「家庭」的主題還是非常明確的。所以儘管玩家出身自不同的家庭，但總會對其中的一些內容產生共鳴。

## 外部連結
- 官方网站 （日語）
- 《播种之谣》在視覺小說數據庫的頁面 （英文）